# Christoph Friedrich Lüntzel
Christoph Friedrich Lüntzel (geb. 25. August 1749 in Hildesheim, gest. 10. Januar 1826 in Heinde) war ein Hildesheimer Kaufmann (Kommerzienrat). Er war zwischen 1790 und 1802 mehrfach (im Wechsel mit Georg Christian Marheinecke) Bürgermeister der Altstadt Hildesheim und später Mitglied der Ständeversammlung des Königreichs Hannover.
Christoph Friedrich Lüntzel gehörte der wohlhabenden Hildesheimer Patrizierfamilie Lüntzel an. Sie bewohnte das (im Zweiten Weltkrieg zerstörte und von 1983 bis 1986 mit etwas veränderter Fassade wiederaufgebaute) Lüntzelhaus an der Südseite des Hildesheimer Marktplatzes, das seit 1776 unter dieser Bezeichnung bekannt ist.
Seine Eltern waren Johann Gottlieb Lüntzel (geb. 18. Mai 1717 in Quedlinburg; gest. 3. Mai 1783 Hildesheim), Senator der Altstadt Hildesheim, und Dorothea Christine Schlue (geb. 17. November 1729).
In erster Ehe war Christoph Friedrich Lüntzel mit Johanna Sophie Reimers (1751–1782) verheiratet. Aus dieser Ehe gingen vier Kinder hervor, darunter Dr. Carl Christoph Lüntzel (1779–1854), der später ebenfalls Bürgermeister von Hildesheim wurde, und zwar in den politisch unruhigen Jahren von 1843 bis 1848. Dieser war der Vater des Juristen Alfred Lüntzel (geb. 30. August 1833 in Hildesheim; gest. 13. Dezember 1910 in Hannover).
Nachdem Johanna Sophie Reimers 1782 im Alter von nur 31 Jahren verstorben war, heiratete Christoph Friedrich Lüntzel die sechzehn Jahre jüngere Caroline Dorothea Koken (1765–1833), eine Tochter des Hildesheimer Superintendenten und Ratspredigers Johann Carl Koken (1715–1773). Aus dieser zweiten Ehe gingen neun weitere Kinder hervor, darunter:
1. Luise (geb. 13. August 1785 in Hildesheim)
2. Charlotte Wilhelmine (geb. 1. November 1786 in Hildesheim; gest. 6. Januar 1843 ebenda), heiratete im Jahr 1806 den Juristen Christian Friedrich Roemer (1776–1821), war die Mutter von Hermann Roemer (geb. 4. Januar 1816 in Hildesheim; gest. 24. Februar 1894 ebenda)
3. Wilhelm (geb. 3. Mai 1789 in Hildesheim; gest. 1855 ebenda)[4]
4. Auguste (geb. 13. Februar 1791 in Hildesheim; gest. 26. Juli 1796 ebenda, im Alter von nur fünf Jahren)
5. Ferdinand Heinrich (geb. 29. Juni 1795 in Hildesheim; gest. 4. April 1869 in Wickensen), Amtsrat in Braunschweig und Domänenpächter in Wickensen
6. Sophie Henriette (geb. 1. August 1801 in Hildesheim; gest. 14. November 1851 ebenda), blieb unverheiratet
7. Hermann Adolf Lüntzel (geb. 15. Januar 1799 in Hildesheim; gest. 20. November 1850 ebenda), Regionalhistoriker, Justizrat und 1848 Abgeordneter der Frankfurter Nationalversammlung, blieb unverheiratet
8. Wilhelmine Antoniette (geb. 15. Januar 1805 in Hildesheim; gest. 23. August 1863 ebenda), deren Tagebuch erhaltengeblieben ist,[5] blieb unverheiratet
9. Adolphine Mathilde (geb. 27. Januar 1809 in Hildesheim; gest. 17. März 1833 ebenda, im Alter von nur 24 Jahren)

Christoph Friedrich Lüntzel erwarb in der Zeit des französischen Königreichs Westfalen, das heißt, zwischen 1807 und 1813, das Gut Sellenstedt von der Familie von Rauschenplat. Im Jahr 1837 verkaufte er es an die Familie von Steinberg weiter. Lüntzel erwarb auch die Güter Almstedt und Steinbrück.